# Kuwait i olympiska sommarspelen 1980
Kuwait deltog i de olympiska sommarspelen 1980 med en trupp bestående av 56 deltagare, samtliga män, vilka deltog i 26 tävlingar i sju sporter. Ingen av landets deltagare erövrade någon medalj.

## Fotboll
Herrar
Gruppspel
|                 | Spelade | Vinster | Oavgjorda | Förluster | Gjorda mål | Insläppta mål | Poäng |
| --------------- | ------- | ------- | --------- | --------- | ---------- | ------------- | ----- |
| Tjeckoslovakien | 3       | 1       | 2         | 0         | 4          | 1             | 4     |
| Kuwait          | 3       | 1       | 2         | 0         | 4          | 2             | 4     |
| Colombia        | 3       | 1       | 1         | 1         | 2          | 4             | 3     |
| Nigeria         | 3       | 0       | 1         | 2         | 2          | 5             | 1     |

Slutspel
|  | Kvartsfinal              | Kvartsfinal           |                         |   | Semifinal               | Semifinal               |   |  | Final | Final |
|  |                          |                       |                         |   |                         |                         |   |  |       |       |
|  | 27 juli 1980 - Moskva    |                       |                         |   |                         |                         |   |  |       |       |
|  |                          |                       |                         |   |                         |                         |   |  |       |       |
|  | Sovjetunionen            | 2                     |                         |   |                         |                         |   |  |       |       |
|  | Sovjetunionen            | 2                     | 29 juli 1980 - Moskva   |   |                         |                         |   |  |       |       |
|  | Kuwait                   | 1                     |                         |   |                         |                         |   |  |       |       |
|  | Kuwait                   | 1                     | Östtyskland             | 1 |                         |                         |   |  |       |       |
|  | 27 juli 1980 - Kiev      |                       | Östtyskland             | 1 |                         |                         |   |  |       |       |
|  |                          | Sovjetunionen         | 0                       |   |                         |                         |   |  |       |       |
|  | Östtyskland              | Sovjetunionen         | 0                       | 4 |                         |                         |   |  |       |       |
|  | Östtyskland              |                       | 2 augusti 1980 - Moskva | 4 |                         |                         |   |  |       |       |
|  | Irak                     | 0                     |                         |   |                         |                         |   |  |       |       |
|  | Irak                     | 0                     | Tjeckoslovakien         | 1 |                         |                         |   |  |       |       |
|  | 27 juli 1980 - Leningrad |                       | Tjeckoslovakien         | 1 |                         |                         |   |  |       |       |
|  |                          | Östtyskland           | 0                       |   |                         |                         |   |  |       |       |
|  | Tjeckoslovakien          | Östtyskland           | 0                       | 3 |                         |                         |   |  |       |       |
|  | Tjeckoslovakien          | 29 juli 1980 - Moskva |                         | 3 |                         |                         |   |  |       |       |
|  | Kuba                     | 0                     |                         |   |                         |                         |   |  |       |       |
|  | Kuba                     | 0                     | Tjeckoslovakien         | 2 | Bronsmatch              | Bronsmatch              |   |  |       |       |
|  | 27 juli 1980 - Minsk     |                       | Tjeckoslovakien         | 2 | Bronsmatch              | Bronsmatch              |   |  |       |       |
|  |                          | Jugoslavien           | 0                       |   | 1 augusti 1980 - Moskva | 1 augusti 1980 - Moskva |   |  |       |       |
|  | Jugoslavien              | Jugoslavien           | 0                       | 3 | 1 augusti 1980 - Moskva | 1 augusti 1980 - Moskva |   |  |       |       |
|  | Jugoslavien              |                       |                         |   |                         | Sovjetunionen           | 2 |  |       |       |
|  | Algeriet                 | 0                     |                         |   |                         | Sovjetunionen           | 2 |  |       |       |
|  | Algeriet                 | 0                     | Jugoslavien             | 0 |                         |                         |   |  |       |       |
|  |                          |                       | Jugoslavien             | 0 |                         |                         |   |  |       |       |

## Friidrott
Herrarnas 100 meter
- Abdul Majeed Al-Mosawi
  - Heat — 11,28 (→ gick inte vidare)

Herrarnas 200 meter
- Abdul Majeed Al-Mosawi
  - Heat — startade inte (→ gick inte vidare)

Herrarnas 800 meter
- Khaled Hussain Mahmoud
  - Heat — 1:54,6 (→ gick inte vidare)

Herrarnas 1 500 meter
- Khaled Khalifa Al-Shammari
  - Heat — 3:57,6 (→ gick inte vidare)

Herrarnas 400 meter häck
- Abdultif Hashem
  - Heat — 53,31 (→ gick inte vidare)

Herrarnas diskuskastning
- Najem Najem
  - Kval — 39,26 m (→ gick inte vidare, 17:e plats)

Herrarnas släggkastning
- Khaled Murad Ghaloum
  - Kval — 47,40 m (→ gick inte vidare, 17:e plats)

Herrarnas kulstötning
- Mohammad Al-Zinkawi
  - Kval — 17,15 m (→ gick inte vidare, 14:e plats)

Herrarnas längdhopp
- Essa Hashem
  - Kval — ingen notering (→ ingen placering)

## Fäktning
Herrarnas florett
- Khaled Al-Awadhi
- Kifah Al-Mutawa
- Ahmed Al-Ahmed

Herrarnas lagtävling i florett
- Ahmed Al-Ahmed, Khaled Al-Awadhi, Ali Al-Khawajah, Kifah Al-Mutawa

Herrarnas värja
- Kazem Hasan
- Mohamed Al-Thuwani
- Osama Al-Khurafi

Herrarnas lagtävling i värja
- Ebrahim Al-Cattan, Osama Al-Khurafi, Mohamed Al-Thuwani, Kazem Hasan, Kifah Al-Mutawa

Herrarnas lagtävling i sabel
- Ahmed Al-Ahmed
- Ali Al-Khawajah
- Mohamed Eyiad

## Handboll
Herrar
Gruppspel
| Rank | Lag           | Pld | W | D | L | GF  | GA  | Poäng |  | Sovjetunionen | Rumänien | Socialistiska federativa republiken Jugoslavien | Olympic flag for Switzerland | Algeriet | Kuwait |
| ---- | ------------- | --- | - | - | - | --- | --- | ----- |  | ------------- | -------- | ----------------------------------------------- | ---------------------------- | -------- | ------ |
| 1.   | Sovjetunionen | 5   | 4 | 0 | 1 | 134 | 75  | 8     |  | X             | 19:22    | 22:17                                           | 22:15                        | 33:10    | 38:11  |
| 2.   | Rumänien      | 5   | 4 | 0 | 1 | 119 | 88  | 8     |  | 22:19         | X        | 21:23                                           | 18:16                        | 26:18    | 32:12  |
| 3.   | Jugoslavien   | 5   | 4 | 0 | 1 | 132 | 92  | 8     |  | 17:22         | 23:21    | X                                               | 26:21                        | 22:18    | 44:10  |
| 4.   | Schweiz       | 5   | 2 | 0 | 3 | 110 | 98  | 4     |  | 15:22         | 16:18    | 21:26                                           | X                            | 26:18    | 32:14  |
| 5.   | Algeriet      | 5   | 1 | 0 | 4 | 94  | 124 | 2     |  | 10:33         | 18:26    | 18:22                                           | 18:26                        | X        | 30:17  |
| 6.   | Kuwait        | 5   | 0 | 0 | 5 | 64  | 176 | 0     |  | 11:38         | 12:32    | 10:44                                           | 14:32                        | 17:30    | X      |

## Simhopp
Herrarnas 10 m
- Abdullah Mayouf
  - Kval — 326,34 poäng (→ 23:e plats, gick inte vidare)